# 대한민국의 경제성장률
대한민국의 경제성장률을 기록한 문서다. 한국은 1997년 11월 외환위기를 기점으로 사실상의 고성장 시대는 끝나게 되었다. 다만 이후에도 IT나 BT, 한류 문화 분야 등의 신산업은 꾸준히 성장하였고, 2000년대까진 약 5%대 성장은 유지해 중진국 함정을 벗어난다. 실제 오일 쇼크의 여파가 미친 1980년과 국제 통화 기금(IMF)의 지원을 받은 1998년, 코로나 팬데믹이 겹친 2020년을 제외하고는 꾸준히 양(+)의 성장을 유지해 왔다. 그래프상 GDP가 대폭 늘어난 것도 21세기 들어서다. 한편, 경제성장률을 고려할 때 한가지 포인트는 물가상승률이 높으면 경제성장률이 높아도 실질적인 의미가 떨어진다는 것인데, 이는 1983년 경제성장률이 물가상승률을 추월하면서 만회하게 된다. 참고로 경제성장률 전망은 속보치와 이후 수치가 다를 수 있고, 기관 내 기준의 변화 등에 따라 수년 후에도 수정되는 경우가 있다. 당장 아래 그래프와 도표에서 수치들이 차이가 나는 이유도 이런 이유 때문이다.

## 대한민국의 경제성장률 도표
IMF 조사
| 년도 | 명목 GDP (백만 달러) | 경제성장률 | 정부        |
| 1953 | -                    |            | 이승만 정부 |
| 1954 | -                    | 7.2%       | 이승만 정부 |
| 1955 | -                    | 5.8%       | 이승만 정부 |
| 1956 | -                    | 0.7%       | 이승만 정부 |
| 1957 | -                    | 7.2%       | 이승만 정부 |
| 1958 | -                    | 9.2%       | 이승만 정부 |
| 1959 | -                    | 6.5%       | 이승만 정부 |
| 1960 | 3,958                | 5.4%       | 윤보선 정부 |
| 1961 | 2,417                | 2.3%       | 윤보선 정부 |
| 1962 | 2,814                | 3.8%       | 윤보선 정부 |
| 1963 | 3,988                | 9.2%       | 박정희 정부 |
| 1964 | 3,458                | 9.5%       | 박정희 정부 |
| 1965 | 3,120                | 7.2%       | 박정희 정부 |
| 1966 | 3,928                | 12.0%      | 박정희 정부 |
| 1967 | 4,855                | 9.1%       | 박정희 정부 |
| 1968 | 6,129                | 13.2%      | 박정희 정부 |
| 1969 | 7,678                | 14.5%      | 박정희 정부 |
| 1970 | 8,936                | 10.0%      | 박정희 정부 |
| 1971 | 9,894                | 10.5%      | 박정희 정부 |
| 1972 | 10,794               | 7.2%       | 박정희 정부 |
| 1973 | 13,805               | 14.8%      | 박정희 정부 |
| 1974 | 19,397               | 9.5%       | 박정희 정부 |
| 1975 | 21,648               | 7.9%       | 박정희 정부 |
| 1976 | 29,774               | 13.1%      | 박정희 정부 |
| 1977 | 38,227               | 12.3%      | 박정희 정부 |
| 1978 | 51,539               | 10.8%      | 박정희 정부 |
| 1979 | 66,228               | 8.6%       | 박정희 정부 |
| 1980 | 65,368               | -1.7%      | 전두환 정부 |
| 1981 | 72,934               | 7.2%       | 전두환 정부 |
| 1982 | 78,349               | 8.3%       | 전두환 정부 |
| 1983 | 87,761               | 13.2%      | 전두환 정부 |
| 1984 | 97,511               | 10.4%      | 전두환 정부 |
| 1985 | 101,296              | 7.7%       | 전두환 정부 |
| 1986 | 116,836              | 11.2%      | 전두환 정부 |
| 1987 | 147,949              | 12.5%      | 전두환 정부 |
| 1988 | 199,593              | 11.9%      | 노태우 정부 |
| 1989 | 246,929              | 7.0%       | 노태우 정부 |
| 1990 | 283,365              | 9.8%       | 노태우 정부 |
| 1991 | 330,658              | 10.4%      | 노태우 정부 |
| 1992 | 355,516              | 6.2%       | 노태우 정부 |
| 1993 | 392,731              | 6.9%       | 김영삼 정부 |
| 1994 | 463,432              | 9.3%       | 김영삼 정부 |
| 1995 | 566,595              | 9.6%       | 김영삼 정부 |
| 1996 | 610,164              | 7.9%       | 김영삼 정부 |
| 1997 | 570,594              | 6.2%       | 김영삼 정부 |
| 1998 | 382,855              | -5.1%      | 김대중 정부 |
| 1999 | 497,254              | 11.5%      | 김대중 정부 |
| 2000 | 576,483              | 9.1%       | 김대중 정부 |
| 2001 | 547,743              | 4.9%       | 김대중 정부 |
| 2002 | 626,989              | 7.7%       | 김대중 정부 |
| 2003 | 702,696              | 3.1%       | 노무현 정부 |
| 2004 | 792,532              | 5.2%       | 노무현 정부 |
| 2005 | 934,708              | 4.3%       | 노무현 정부 |
| 2006 | 1,052,610            | 5.3%       | 노무현 정부 |
| 2007 | 1,172,465            | 5.8%       | 노무현 정부 |
| 2008 | 1,049,168            | 3.0%       | 이명박 정부 |
| 2009 | 943,739              | 0.8%       | 이명박 정부 |
| 2010 | 1,143,568            | 6.8%       | 이명박 정부 |
| 2011 | 1,253,419            | 3.7%       | 이명박 정부 |
| 2012 | 1,278,046            | 2.4%       | 이명박 정부 |
| 2013 | 1,370,633            | 3.2%       | 박근혜 정부 |
| 2014 | 1,484,489            | 3.2%       | 박근혜 정부 |
| 2015 | 1,466,039            | 2.8%       | 박근혜 정부 |
| 2016 | 1,499,362            | 2.9%       | 박근혜 정부 |
| 2017 | 1,623,074            | 3.2%       | 문재인 정부 |
| 2018 | 1,725,373            | 2.9%       | 문재인 정부 |
| 2019 | 1,651,423            | 2.2%       | 문재인 정부 |
| 2020 | 1,644,676            | -0.7%      | 문재인 정부 |
| 2021 | 1,818,432            | 4.1%       | 문재인 정부 |
| 2022 | 1,673,917            | 2.6%       | 윤석열 정부 |
| 2023 | 1,712,793            | 1.4%       | 윤석열 정부 |
| 2024 | -                    | -          | 윤석열 정부 |

상기된 표의 수치를 인용해서 각 정부의 경제성장률 평균을 내보면
제1-3대 이승만 정부는 평균 6.1% 성장을,
제5-9대 박정희 정부는 평균 10.67% 성장을,
제11-12대 전두환 정부는 평균 10.07% 성장을,
제13대 노태우 정부는 평균 9.06% 성장을,
제14대 김영삼 정부는 평균 7.98% 성장을
제15대 김대중 정부는 평균 5.62% 성장을,
제16대 노무현 정부는 평균 4.74%의 성장을,
제17대 이명박 정부는 평균 3.34%의 성장을,
제18대 박근혜 정부는 평균 3.02%의 성장을,
제19대 문재인 정부는 평균 2.34%의 성장을 보였다.